# Rhodostrophia nubifera
Rhodostrophia nubifera är en fjärilsart som beskrevs av Brandt 1941. Rhodostrophia nubifera ingår i släktet Rhodostrophia och familjen mätare. Inga underarter finns listade.